# Поллуцит
Поллуцит, поллукс (от Поллукса, героя древнегреческих мифов) — минерал, водный алюмосиликат натрия и цезия. Состав (Cs,Na) [AlSi2O6]·nH2O, (Cs,Na)2Al2Si4O12·H2O.

## Описание
Используется как основной природный источник цезия с содержанием оксида цезия Cs2O 30÷37 % (по массе), иногда из поллуцита добывается и рубидий, доля которого составляет 0,3—1,2 масс.%. Кроме натрия, в качестве примесей часто содержит железо, кальций, рубидий, калий и таллий.
Поллуцит кристаллизуется в кубической системе, имеет раковистый неровный излом, спайность практически отсутствует. Его цвет меняется от белого до светло-розового, часто встречаются бесцветные и прозрачные кристаллы, похожие на кварц. Встречается в гранитных пегматитах.
Основные месторождения поллуцита находятся в Канаде (озеро Берник-Лейк). Известны месторождения в Намибии, Зимбабве, США, Китае. В России открыты месторождения на Кольском полуострове, в Восточном Саяне, Забайкалье. Мировая добыча (в пересчёте по цезию) не превышает 9 тонн в год.